# Templo de Grand Junction
El Templo de Grand Junction, Colorado, es uno de los templos en construcción por la Iglesia de Jesucristo de los Santos de los Últimos Días, el número 210 construido por la iglesia y el tercero construido en el estado de Colorado. Situado en la urbanización Westwood Estates, un suburbio al norte de la ciudad de Grand Junction, el templo consta de un solo pináculo y jardines que en la primavera son decorados con miles de flores que, a diferencia del interior del templo, están abiertos al público. El templo se construye en un terreno de 2,8 hectáreas (6,9 acre), a un costado de un centro de reuniones dominicales de la iglesia SUD. 
El diseño del edificio incluye una sola planta con un chapitel central, y el exterior se está construyendo de granito proveniente de Portugal. La ceremonia de la primera palada se celebró el 16 de abril de 2022, y la dedicación del templo está prevista para el 19 de octubre de 2025 por Jeffrey R. Holland, presidente interino del Cuórum de los Doce Apóstoles SUD. Una jornada de puertas abiertas precedirá a la dedicación del 11 al 27 de septiembre de 2025.

## Historia
Los registros históricos muestran que los primeros Santos de los Últimos Días en el estado de Colorado fueron miembros de la familia Rooker, pioneros mormones que se asentaron cerca de la confluencia de los ríos Cherry Creek y Platte, lugar que años más tarde se convertiría en la ciudad de Denver. En 1858, S. M. Rooker y su familia partieron hacia el este del territorio de Utah, guiados por el rumor de la buena fortuna de unos buscadores de oro. La familia llegó a orillas del río Cherry Creek el 30 de agosto de 1858 seguidos rápidamente por multitudes en la carrera por el oro de las Montañas Rocosas. 
El terreno donde se construye el Templo de Grand Junction forma parte de la tierra ancestral del pueblo ute, específicamente de los utes tabeguache, la más grande de las diez bandas nómadas de los uncompahgre. Históricamente, los utes tabeguache vivieron un estilo de vida nómada en las montañas y valles del centro-oeste y suroeste de Colorado, utilizando áreas como los valles de Uncompahgre, Gunnison y el río Colorado para sus campamentos de invierno.
El estado de Colorado está entre los diez de Estados Unidos con más fieles al Movimiento de los Santos de los Últimos Días y en cuyo estado la iglesia es la tercera más numerosa seguida del Cristianismo no confesional y la iglesia católica.
La Primera Presidencia de la iglesia SUD anunció la construcción del templo en la ciudad de durante la conferencia general de la iglesia de abril de 2021. En total, la iglesia anunció la construcción de 20 templos nuevos a nivel mundial durante esa conferencia de la iglesia, incluyendo el templo de Cali, Colombia, el templo de Torreón y el templo de Querétaro, ambos en México. La ceremonia de la primera piedra se llevó a cabo el 16 de abril de 2022, presidida por las autoridades generales de la iglesia en la región. Al evento, que se transmitió en vivo localmente, asistieron fieles de la iglesia local, representantes de la comunidad y miembros de otras religiones. Ese mes se realizaron la primera palada para otros tres templos, incluyendo el templo de Bahía Blanca, Argentina. El mes con más ceremonias de la primera palada fue marzo de 1999, con siete templos a nivel mundial.

## Construcción
El 17 de septiembre de 2021, se publicó la representación exterior oficial del templo de Grand Junction. Durante la construcción del edificio, se enfrentaron varios desafíos. El terreno era principalmente de Shale (pizarra o esquisto), lo que impidió el uso de zapatas de cimentación estándar. La iglesia ya estaba al tanto cuando compró la propiedad y planificaron para ello. Para solucionar el problema, se perforaron 206 pilares hechos de hormigón vertido y varias varillas de refuerzo de una pulgada y de 7,6 metros (24,9 pies) de profundidad sobre los que se asienta el templo, lo que estabilizó los cimientos sobre la pizarra. En cierto sentido, el templo es casi como si flotara, suspendido sobre las zapatas.
Otros desafíos incluyeron retrasos en la cadena de suministro de materiales y la escasez de mano de obra, común durante la pandemia de COVID-19. Con los sólidos soportes subyacentes instalados, se formaron y vertieron los muros de hormigón para el sótano parcial donde se ubica la pila bautismal. Para febrero de 2023 se finalizó la construcción del armazón estructural del edificio, incluyendo el ensamblaje y fijación de la estructura del campanario a la parte superior.
El edificio cuenta con 29 000 pies cuadrados (2694,2 m²) de construcción, mismas dimensiones que el templo de Denver y el templo de Santa Cruz, Bolivia. El templo más pequeño operado por la iglesia es el Templo de Colonia Juárez con 631,7 metros cuadrados (6799,6 ft²) mientras que el de mayor tamaño es el Templo de Los Ángeles (California) con 190 614 pies cuadrados (17 708,6 m²) y el templo de Salt Lake City con el doble del tamaño: 382 207 pies cuadrados (35 508,2 m²).